# Y Xuân
Y Xuân (伊春市) là một địa cấp thị tỉnh Hắc Long Giang, Cộng hòa Nhân dân Trung Hoa. Dân số là 803.700 vào năm 2001. Địa cấp thị này được rừng bao bọc.

## Các đơn vị hành chính
Địa cấp thị Đại Khánh quản lý các đơn vị cấp huyện sau:

### Các quận nội thành
Các quận sau:
- Y Mỹ (伊美区)
- Ô Thúy (乌翠区)
- Hữu Hảo (友好区)
- Kim Lâm (金林区)

### Thành phố cấp huyện
- Thiết Lực (铁力市)

### Huyện
Một huyện:
- Gia Ấm (嘉荫县)
- Thang Vượng (汤旺县)
- Phong Lâm (丰林县)
- Nam Xoá (南岔县)
- Đại Thiến Sơn (大箐山县)